# 유해모
유해모는 대한민국의 가수이다.
그녀의 현재 거주지는 서울특별시이다.

## 음반
- 2007년 1집 정만 주면 어때서
- 2014년 사랑의 쌈바

## 수상
- 2015년 자랑스런 대한민국 시민대상 대중문화예술부문 대상 수상